# Molophilus (Molophilus) nesioticus
Molophilus (Molophilus) nesioticus is een tweevleugelige uit de familie steltmuggen (Limoniidae). De soort komt voor in het Palearctisch gebied.